# Simulamerelina guesti
Simulamerelina guesti is een slakkensoort uit de familie van de drijfhorens (Rissoidae). De wetenschappelijke naam van de soort werd, als Alvania guesti,  in 1987 voor het eerst geldig gepubliceerd door Marien J. Faber en Robert Moolenbeek.